# محمود عبد الخالق
محمود عبد الخالق (مواليد 1938) هو سياسي لبناني، عضو في الحزب السوري القومي الاجتماعي، الذي كان رئيسا له.
ترشح للانتخابات البرلمانية عام 2000 عن المقعد الدرزي في بعبدا ولم يحالفه الحظ.
في أكتوبر 2004، تم تعيينه وزيرا بدون حقيبة في حكومة عمر كرامي، وهو المنصب الذي شغله حتى فبراير 2005.